# Polluant organique persistant
Pour les articles homonymes, voir POP.

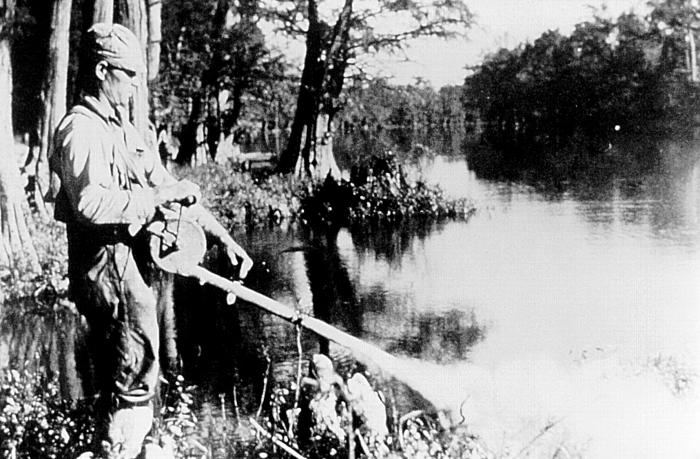
En 1958, le programme national d'éradication du paludisme des États-Unis a utilisé une approche entièrement nouvelle mettant en œuvre le DDT pour la pulvérisation des moustiques. Le DDT, développé pour la première fois au début de la Seconde Guerre mondiale, était très efficace dans la lutte contre les maladies à transmission vectorielle telles que le paludisme, le typhus, mais a été interdit par l'Environmental Protection Agency en juin 1972, d'utilisation générale aux États-Unis.

Les polluants organiques persistants (POP) sont des molécules définies par les propriétés suivantes :
- toxicité : elles présentent un ou plusieurs impacts nuisibles prouvés sur la santé humaine et l'environnement ;
- persistance dans l'environnement : ce sont des molécules qui résistent aux dégradations biologiques naturelles ;
- bioaccumulation : inhalées ou ingérées, les molécules s'accumulent dans les tissus vivants (cerveau, foie, tissu adipeux). Leur quantité s'accroît tout au long de la chaîne alimentaire et peut se transmettre à la descendance par le lait et par les œufs ;
- transport longue distance : de par leurs propriétés de persistance et de bioaccumulation, ces molécules ont tendance à se déplacer sur de très longues distances et se déposer loin des lieux d'émission, typiquement des milieux chauds (à forte activité humaine) vers les milieux froids (en particulier l'Arctique et les Alpes)[1],[2].

## Effets environnementaux
Les organochlorés (dits POP, polluants organiques persistants) sont des molécules très rémanentes et persistantes dans les milieux naturels, leur durée de vie est très longue, plusieurs dizaines d'années. Ils agissent sur le système immunitaire, nerveux et hormonal, affectent la fertilité et la fonction reproductrice, ou provoquent des cancers (produits CMR). Ils peuvent migrer dans les tissus végétaux et présentent des effets de bioaccumulation. Ceci explique pourquoi on les retrouve dans l'eau, le sol, les végétaux et les animaux même des dizaines d'années après leur interdiction, ce qui explique aussi le dérèglement du réseau trophique. Les humains absorbent des POP provenant des aliments et de l'eau potable (du fait de la chloration de l'eau pour la potabiliser).

## Effets sur la santé humaine
L'exposition aux POP (in utero, et chronique la vie durant) augmente le risque de :
- tumeur ;
- cancers ;
- perturbateur endocrinien ;
- problèmes cardiovasculaires[3] ;
- troubles de l'attention chez l'enfant exposé[4] ;
- troubles du comportement[5] ;
- diabète[6], dont diabète de type 2[7] et notamment suit à l'exposition aux dioxines et PCB[8] ;
- syndrome métabolique[9] ;
- résistance à l'insuline chez les non-diabétiques[10] ;
- hypertension[11] ;
- athérosclérose chez les personnes âgées[12] ;
- santé reproductive[13], délétion de la spermatogenèse[14].

## Exemples
On classe divers polluants parmi les POP, comme les dioxines, les furanes, le DDT.

Pour l'ONU, sont officiellement classés (annexe 2) comme POP à éliminer douze substances chimiques industrielles très dangereuses (en majorité des organochlorés), dont :
- l'aldrine ;
- le chlordane ;
- la dieldrine ;
- l'endrine (en) ;
- l'heptachlore ;
- l'hexachlorobenzène ;
- le mirex ;
- le toxaphène ;
- les polychlorobiphényles (PCB).

Une annexe C prévoit la réduction de la production non intentionnelle des polychlorodibenzodioxines et dibenzofuranes (PCDD/PCDF), hexachlorobenzène (HCB) et polychlorobiphényles (PCB).
Un comité d'élimination des PCB est également envisagé en 2009 avec une fonction d'observation et d'évaluation du déclin ou non de l'utilisation des PCB.
Neuf produits chimiques supplémentaires (pesticides ou retardateurs de flamme) ont été ajoutés lors de la conférence de Genève du 4 au 8 mai 2009, à la liste de la convention de Stockholm sur les polluants organiques persistants (POP) :
- alpha-hexachlorocyclohexane et bêta-hexachlorocyclohexane ;
- hexabromodiphényléther et heptabromodiphényléther ;
- tétrabromodiphényléther et pentabromodiphényléther ;
- chlordécone ;
- hexabromobiphényle ;
- lindane ;
- pentachlorobenzène ;
- acide perfluorooctanesulfonique et ses sels, ainsi que le fluorure de perfluorooctanesulfonyle.

Beaucoup de ces substances sont connues, mais on peut compter au total vingt-trois types de polluants organiques persistants au total, qu'ils soient produits à cause de l'agriculture ou de l'industrie, intentionnellement ou non.

## Principaux POP
Les POP sont régis par un cycle, semblable à celui de l'eau avec des différences au niveau de la température d'évaporation dans l'air sous un climat chaud, de la concentration qui est emportée et entrainée par les vents vers des lieux de bioaccumulation, et de la condensation et de la retombée de ces POP sous un climat froid.
De plus, une nouvelle propriété, appelée la biomagnification (ou bioamplification), est introduite. La bioaccumulation est un accroissement de la quantité des POP dans les lignées animale (vache-veau, cheval-poulain, etc.) tandis que la biomagnification (ou bio-magnification) est un accroissement de la quantité de POP tout le long de la chaîne alimentaire, il s'agit donc d'une amplification entre espèces qui peut se transmettre de proie à prédateur (cf. équilibres prédateurs-proies).
Les POP d'héritage (PCB, pesticides organochlorés) sont des molécules qui ne sont plus utilisées depuis plusieurs décennies mais restent très abondantes en raison de leur rémanence. Les POP classiques (polychlorodibenzo-p-dioxines (PCDD), polychlorodibenzofuranes (PCDF), biphényls polychlorés (BPC), pesticides chlorés) se distinguent des POP émergents (perfluorooctanesulfonate (PFOS), composés phénoliques halogénés (CPH), retardateurs de flammes…). 

### PCB
Les polychlorobiphényles (PCB) ont commencé à être aperçus en 1990, issus de l'activité humaine dans les aciéries ou dans le domaine de la combustion. La production de PCB a largement augmenté dès la fin des années 1990, exclusivement dans le domaine de l'industrie, néanmoins, cette tendance est à la baisse du fait de l'évolution des moyens de production et d'énergie.

### Pesticides
Les pesticides (largement utilisés en agriculture) font également partie de la catégorie des POP. Parmi les pesticides, on retrouve :
- les herbicides pour la matière végétale ;
- les insecticides, préparations de type phytosanitaire[20] qui tuent les insectes ;
- les parasiticides pour tuer les parasites du sol ;
- les fongicides contre les champignons parasites.

Les pesticides sont pour la plupart fabriqués en laboratoire en très grande quantité, ils sont donc d'origine purement chimique[pas clair].

### Dioxines
Les dioxines sont créés lors du processus de combustion et peut entrer dans la chaîne alimentaire et atteindre l'humain, et de nombreux scandales éclatent à cause du fait que certains industriels ne respectent pas certaines directives européennes concernant par exemple les plastiques bromés, avec la mise en cause du TCDD, ou dioxine de Seveso.

### PFAS
Les substances per- et polyfluoroalkylées (PFAS) sont une large famille de plus de 4 000 composés chimiques avec des propriétés antiadhésives, imperméabilisantes, résistantes aux fortes chaleurs. Ils sont largement utilisés dans divers domaines industriels et produits de consommation courante : textiles, emballages alimentaires, mousses anti-incendie, revêtements antiadhésifs, cosmétiques, produits phytosanitaires, etc. Ils ont attiré l'attention des chercheurs, des autorités de réglementation et d'ONGE[Lesquels ?] en raison de leur toxicité et de leur écotoxicité, de leur caractère de polluant très persistant, et d'une présence déjà généralisée dans l'eau, l'air, le sol, les pluies et les écosystèmes (faune en particulier) et dans le sang de la population générale humaine et de la faune. Ils sont retrouvés dans les organismes vivants sur toute la planète.[réf. souhaitée] Ainsi quelque 17 000 sites européens sont contaminés aux PFAS.

## Sources principales de production de POP
Ces polluants ont deux origines principales :
- la production de produits chimiques, en particulier, celle des pesticides, des PCB et de l'hexachlorocyclohexane ;
- la production non intentionnelle, en particulier par combustion, notamment la combustion du bois et dans les incinérateurs d'ordures ménagères. Cette deuxième origine concerne principalement les dioxines, les furanes et les hydrocarbures aromatiques polycycliques (HAP).

## Textes internationaux traitant des POP
Les polluants organiques persistants font l'objet de deux textes internationaux :
- la convention d'Aarhus, ou convention sur l'accès à l'information, la participation du public au processus décisionnel et l'accès à la justice en matière d'environnement ;
- la convention de Stockholm sur les polluants organiques persistants ;
- le règlement européen (CE) no 850/2004 concernant les polluants organiques persistants.

## POP dans le sang
Les POP sont particulièrement dangereux pour l'être humain car ces derniers peuvent entrer dans la chaîne alimentaire, par le biais des fruits de mer, de la viande, des œufs ou des produits laitiers ; afin finalement de rejoindre hypothétiquement notre système sanguin.
Une étude a révélé qu'un taux de PCB élevé dans le sang est corrélé avec un allongement du temps nécessaire pour qu'une femme tombe enceinte. On pourrait en déduire que la quantité de PCB dans le sang d'une femme peut influer sur ses chances d'avoir une grossesse.
D'autres études permettent également de prouver, par étude sanguine avec chromatographie en phase gazeuse, que des personnes sont plus sensibles d'accumuler les POP dans leurs corps selon leur environnement ou leur travail.